# Turbinaria irregularis
Turbinaria irregularis är en korallart som beskrevs av Bernard 1896. Turbinaria irregularis ingår i släktet Turbinaria och familjen Dendrophylliidae. IUCN kategoriserar arten globalt som livskraftig. Inga underarter finns listade i Catalogue of Life.